# Kaknästornet
Kaknästornet (Kaknästoren) is een zendmast in het stadsdeel Djurgården van de Zweedse hoofdstad Stockholm. Het is een belangrijke zendmast voor de Zweedse televisie- en radio-zenders.
De toren werd in 1967 geopend en is ontworpen door Bengt Lindroos. De toren is 155 meter hoog (met antenne 170 meter). Verder was het lange tijd de hoogste toren van Scandinavië, tot het in 1971 voorbij werd gestreefd door de toren Näsinneula in het Finse Tampere. (deze informatie lijkt niet te kloppen, de toren in Tampere is lager dan die in Stockholm, ook inclusief antenne) Het bleef daarna nog lange tijd het hoogste gebouw van Zweden, totdat het in 2005 werd ingehaald door de Turning Torso in Malmö.
De toren was tot september 2018 geopend voor publiek, maar is sinds die tijd gesloten. Voordat de toren voor het publiek gesloten werd war er een observatiedek, een restaurant en een toeristenwinkel. De toren bood in het westen uitzicht op het centrum van Stockholm en in het oosten op de scherenkust van Stockholm.